# شريشيرة
شِرِيشِيرَة قرية تقع بمعتمدية حفوز بولاية القيروان في الوسط التونسي، على الطريق الوطنية رقم 12، شرق مدينة حفوز. ترقيمها البريدي هو 3130.
1. ↑  "المناطق الترابية (العمادات) حسب الولايات والمعتمديات". اطلع عليه بتاريخ 2024-11-30.